# Youssouf Saleh Abbas
Youssouf Saleh Abbas (nascido a. 1953) é um político do Chade, sendo primeiro-ministro do Chade de abril de 2008 a março de 2010. Ele foi anteriormente um conselheiro diplomático e representante especial do Presidente Idriss Déby.